# 野田駅 (阪神)
野田駅（のだえき）は、大阪府大阪市福島区海老江一丁目にある、阪神電気鉄道本線の駅。駅番号はHS 03。阪神電気鉄道の本社は当駅の北側にある。
区間特急・急行・区間急行の停車駅である。

## 当駅から接続する鉄道路線
以下の駅と近接しており、乗り換えが可能である。
- 大阪市高速電気軌道（Osaka Metro）
  -  千日前線 （野田阪神駅 (S11)）
- 西日本旅客鉄道（JR西日本）
  -  JR東西線 （海老江駅）

また、過去には阪神の路面電車、国道線と北大阪線のターミナルが駅の北側にあったが、廃止され現存しない。跡地には1992年に梅田より阪神本社が移転し、同年8月にはショッピングセンターが開業している（詳細は後述）。両線の駅は本線の北側、現在の野田阪神前バス停の位置にあった。
JR西日本にも大阪環状線に野田駅があるが、約500メートル離れている。JR野田駅とほぼ同位置にある千日前線の駅は玉川駅を名乗る。

## 年表

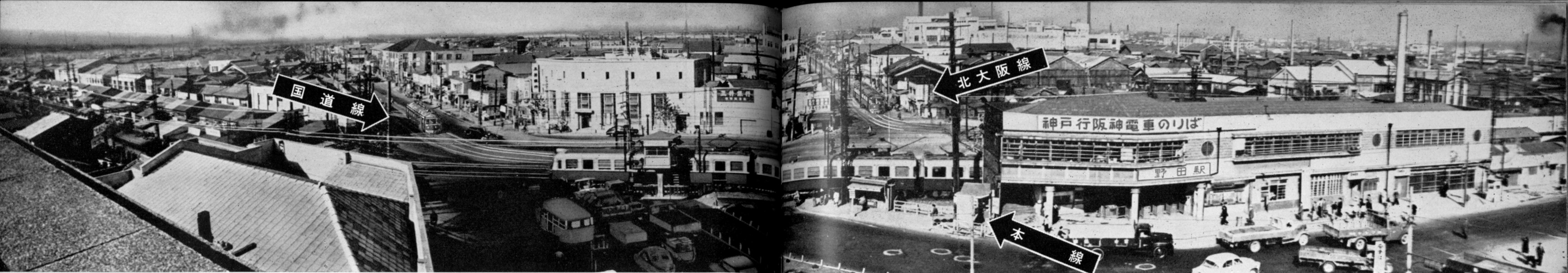
南側から見た阪神野田駅周辺。阪神本線、国道線、北大阪線の位置関係が分かる（1954年撮影）

- 1905年（明治38年）4月12日：阪神本線開業に伴い野田駅開設。
- 1914年（大正3年）8月19日：阪神北大阪線開通。
- 1927年（昭和2年）7月1日：阪神国道電軌の西野田駅開設。場所は野田駅の西方約100m地点であったという。
- 1928年（昭和3年）4月1日：阪神国道電軌が阪神電気鉄道に統合されて同社の国道線となり、野田駅・西野田駅ともに阪神電気鉄道の駅となる。
- 193X年（昭和X年）：西野田駅を野田駅に統合。
- 1961年（昭和36年）
  - 7月21日：上り線が高架化[2]。
  - 11月22日：下り線が高架化[2]。本線のみ高架駅になり、構内で接続していた本線と国道線・北大阪線との線路は分断される。
  - 12月8日：高架線建設工事が完成[3]。
- 1975年（昭和50年）5月6日：阪神電気鉄道の軌道線（国道線、北大阪線、甲子園線）全廃。
- 2012年（平成24年）3月20日：区間特急の停車駅となる[4]。
- 2014年（平成26年）4月1日：駅番号導入[5]。

## 駅構造
島式ホーム2面4線を持ち待避設備のある高架駅。2階に改札口と立ち食いうどん店などの店舗、3階にホームがある。改札口は駅西方の1か所。トイレは改札内にある。
PTC導入前は、駅の西方に野田信号所が設置されていた。廃止後はその跡（土台のみ）が残っている。
高架下にあった路面電車（国道線、北大阪線）も島式ホーム2面4線を有し、車庫が併設されていた。
かつては東口を設置する計画があった。これは、地下鉄千日前線の野田阪神駅が当駅の東寄り付近の地下に建設される予定で、その連絡用として計画されたものである。結果として野田阪神駅は当駅の西方地下に建設されたため、東口は設置されなかった。ホーム上屋を支える柱の形状（東口階段を造る予定だった箇所が2本柱になっている）と、高架下から観察できる階段用の開口部跡に、その名残を見ることができる。

### のりば
| 番線 | 路線  | 方向 | 行先                               |
| ---- | ----- | ---- | ---------------------------------- |
| 1・2 | ■本線 | 上り | 大阪（梅田）方面                   |
| 3・4 | ■本線 | 下り | 尼崎・神戸（三宮）・明石・姫路方面 |

- 内側2線（2番線と3番線）が主本線、外側2線（1番線と4番線）が待避線である。

ホーム有効長はいずれも6両編成分。

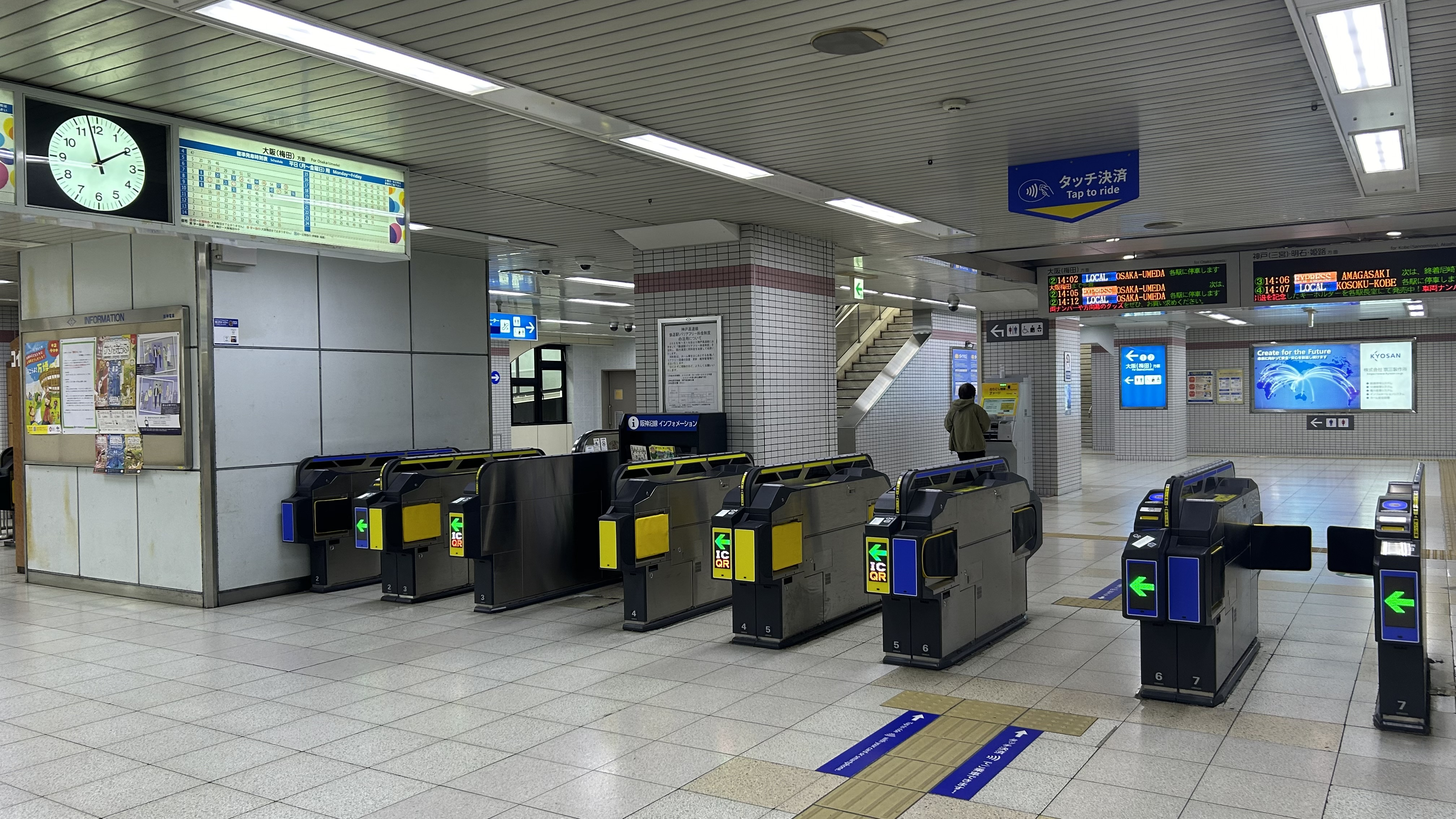
改札口
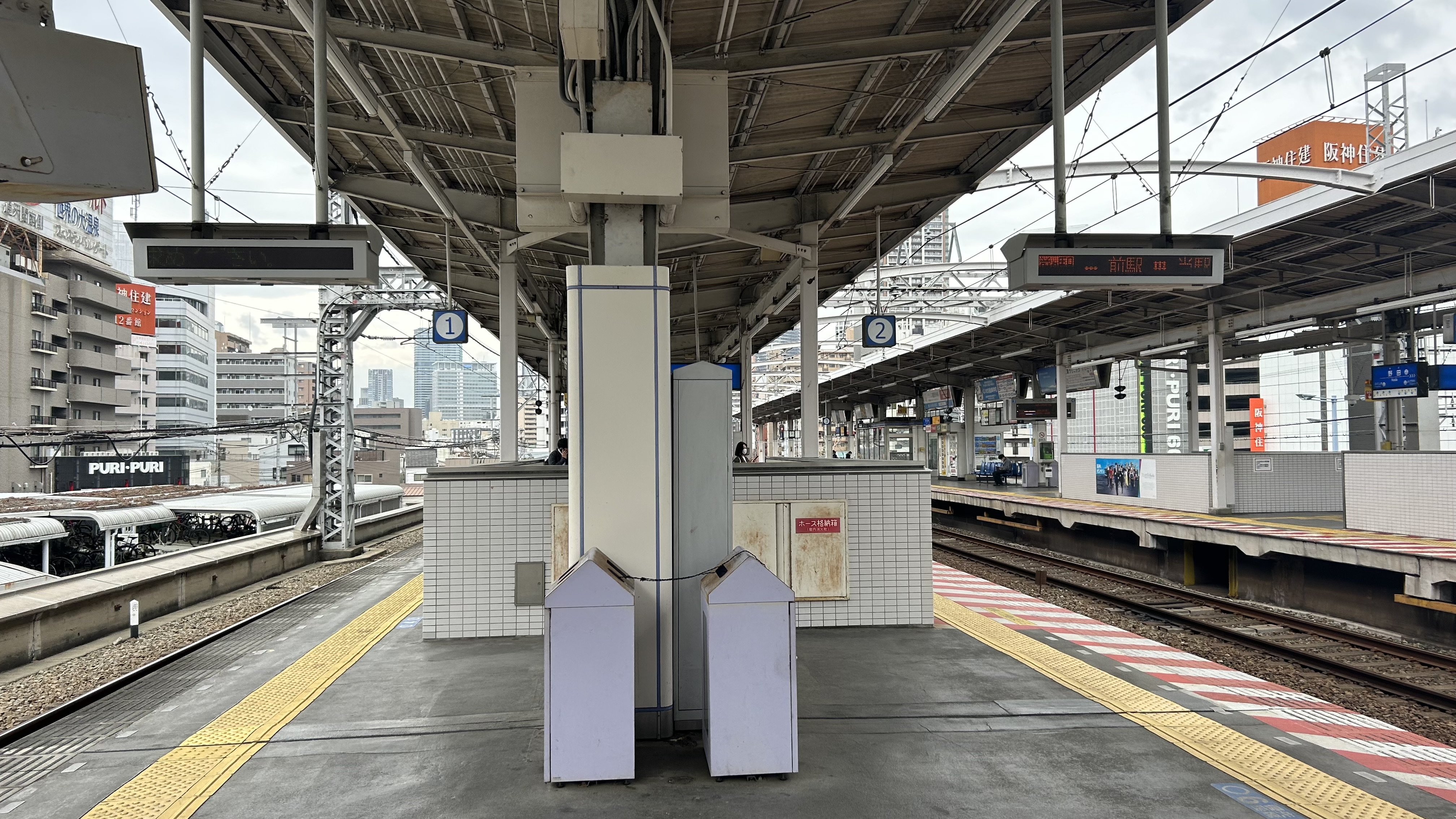
1・2番線ホーム
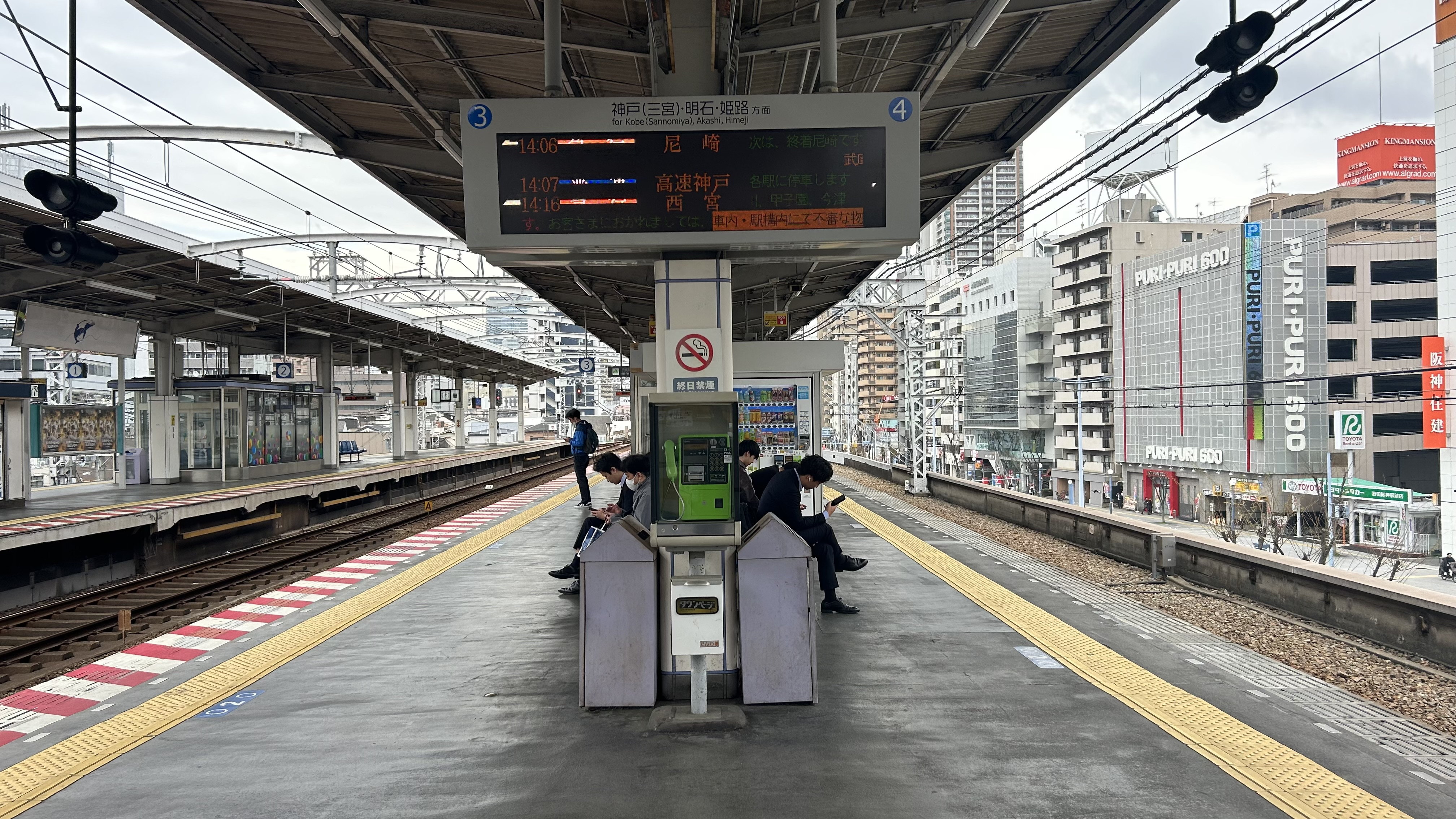
3・4番線ホーム
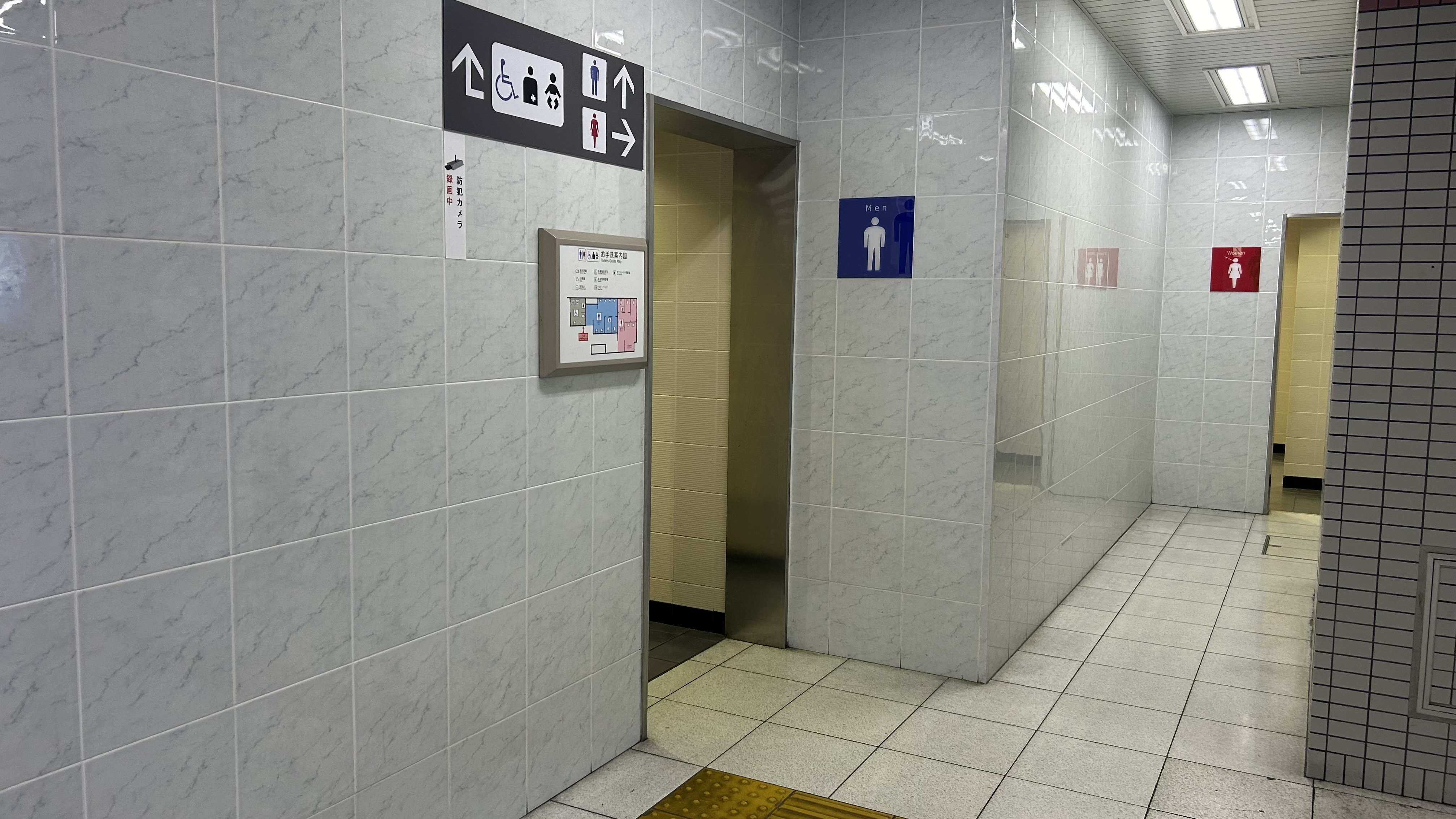
トイレ
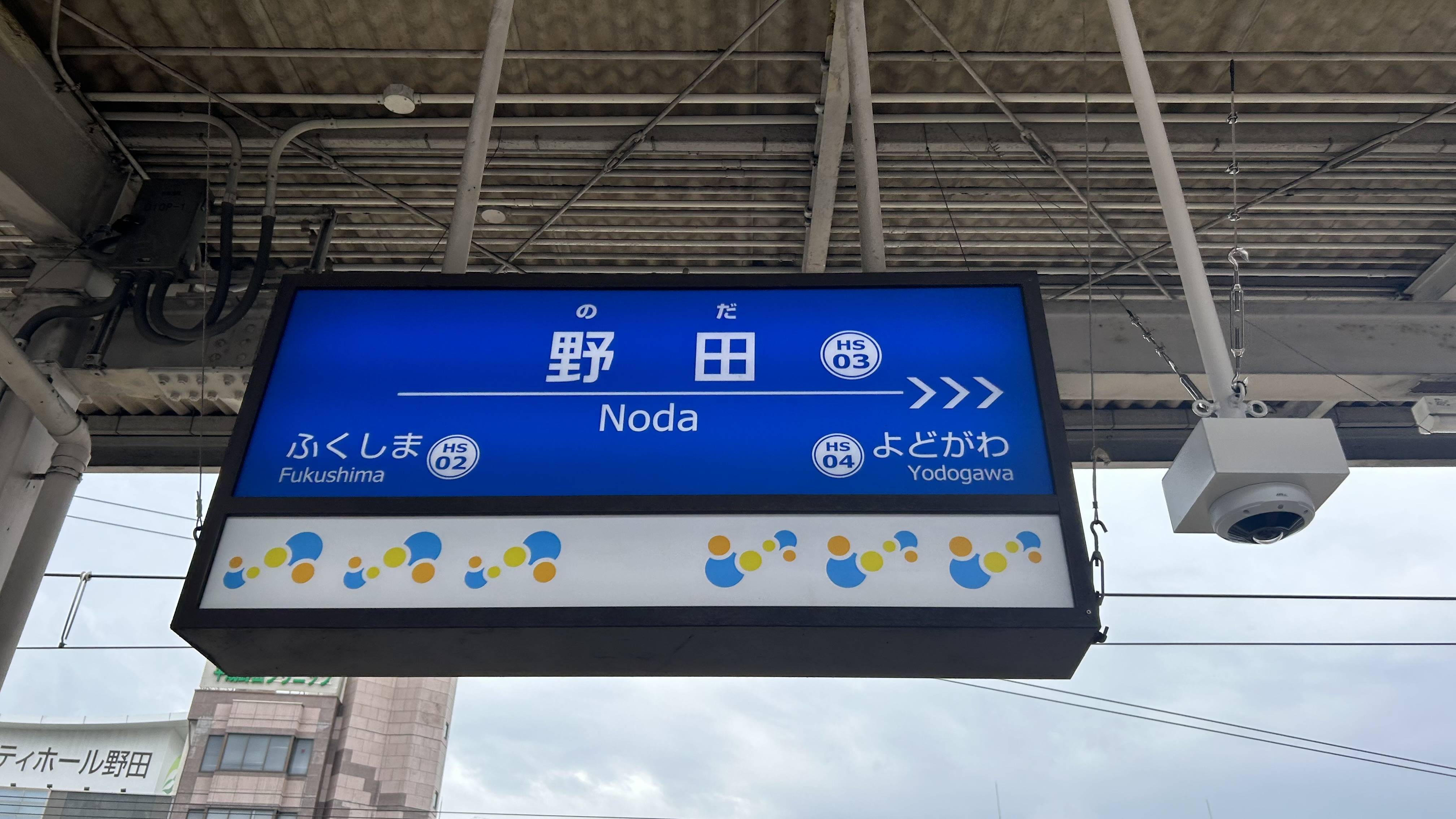
駅名標

## 利用状況
2023年（令和5年）11月の1日平均乗降人員は32,293人である。これは阪神本線の33駅の中では今津駅に次ぐ9位である。
近年の1日平均乗降・乗車人員は下表の通り。
| 年次                | 1日平均 乗降人員 | 1日平均 乗車人員 | 出典          |
| ------------------- | ---------------- | ---------------- | ------------- |
| 1990年（平成02年）  | 44,884           | 21,521           | [ 大阪府 1 ]  |
| 1991年（平成03年）  | 50,216           | 22,839           | [ 大阪府 2 ]  |
| 1992年（平成04年）  | 54,418           | 24,776           | [ 大阪府 3 ]  |
| 1993年（平成05年）  | 48,221           | 23,227           | [ 大阪府 4 ]  |
| 1994年（平成06年）  | 46,335           | 22,319           | [ 大阪府 5 ]  |
| 1995年（平成07年）  | 46,828           | 22,628           | [ 大阪府 6 ]  |
| 1996年（平成08年）  | 45,905           | 22,146           | [ 大阪府 7 ]  |
| 1997年（平成09年）  | 43,005           | 20,747           | [ 大阪府 8 ]  |
| 1998年（平成10年）  | 41,816           | 20,175           | [ 大阪府 9 ]  |
| 1999年（平成11年）  | 40,345           | 19,470           | [ 大阪府 10 ] |
| 2000年（平成12年）  | 38,070           | 18,473           | [ 大阪府 11 ] |
| 2001年（平成13年）  | 37,347           | 18,242           | [ 大阪府 12 ] |
| 2002年（平成14年）  | 35,655           | 17,320           | [ 大阪府 13 ] |
| 2003年（平成15年）  | 35,004           | 17,124           | [ 大阪府 14 ] |
| 2004年（平成16年）  | 34,785           | 16,963           | [ 大阪府 15 ] |
| 2005年（平成17年）  | 33,706           | 16,393           | [ 大阪府 16 ] |
| 2006年（平成18年）  | 35,473           | 17,282           | [ 大阪府 17 ] |
| 2007年（平成19年）  | 35,151           | 16,896           | [ 大阪府 18 ] |
| 2008年（平成20年）  | 35,626           | 17,213           | [ 大阪府 19 ] |
| 2009年（平成21年）  | 36,868           | 17,823           | [ 大阪府 20 ] |
| 2010年（平成22年）  | 33,173           | 16,217           | [ 大阪府 21 ] |
| 2011年（平成23年）  | 33,375           | 16,317           | [ 大阪府 22 ] |
| 2012年（平成24年）  | 33,160           | 16,245           | [ 大阪府 23 ] |
| 2013年（平成25年）  | 33,340           | 16,360           | [ 大阪府 24 ] |
| 2014年（平成26年）  | 32,760           | 15,985           | [ 大阪府 25 ] |
| 2015年（平成27年）  | 32,371           | 15,760           | [ 大阪府 26 ] |
| 2016年（平成28年）  | 31,647           | 15,678           | [ 大阪府 27 ] |
| 2017年（平成29年）  | 31,721           | 15,455           | [ 大阪府 28 ] |
| 2018年（平成30年）  | 32,496           | 15,895           | [ 大阪府 29 ] |
| 2019年（令和 元年） | 32,832           | 16,086           | [ 大阪府 30 ] |
| 2020年（令和 2年）  | 28,870           | 14,227           | [ 大阪府 31 ] |
| 2021年（令和 3年）  | 29,746           | 14,656           | [ 大阪府 32 ] |
| 2022年（令和 4年）  | 30,137           | 14,823           | [ 大阪府 33 ] |

## 駅周辺

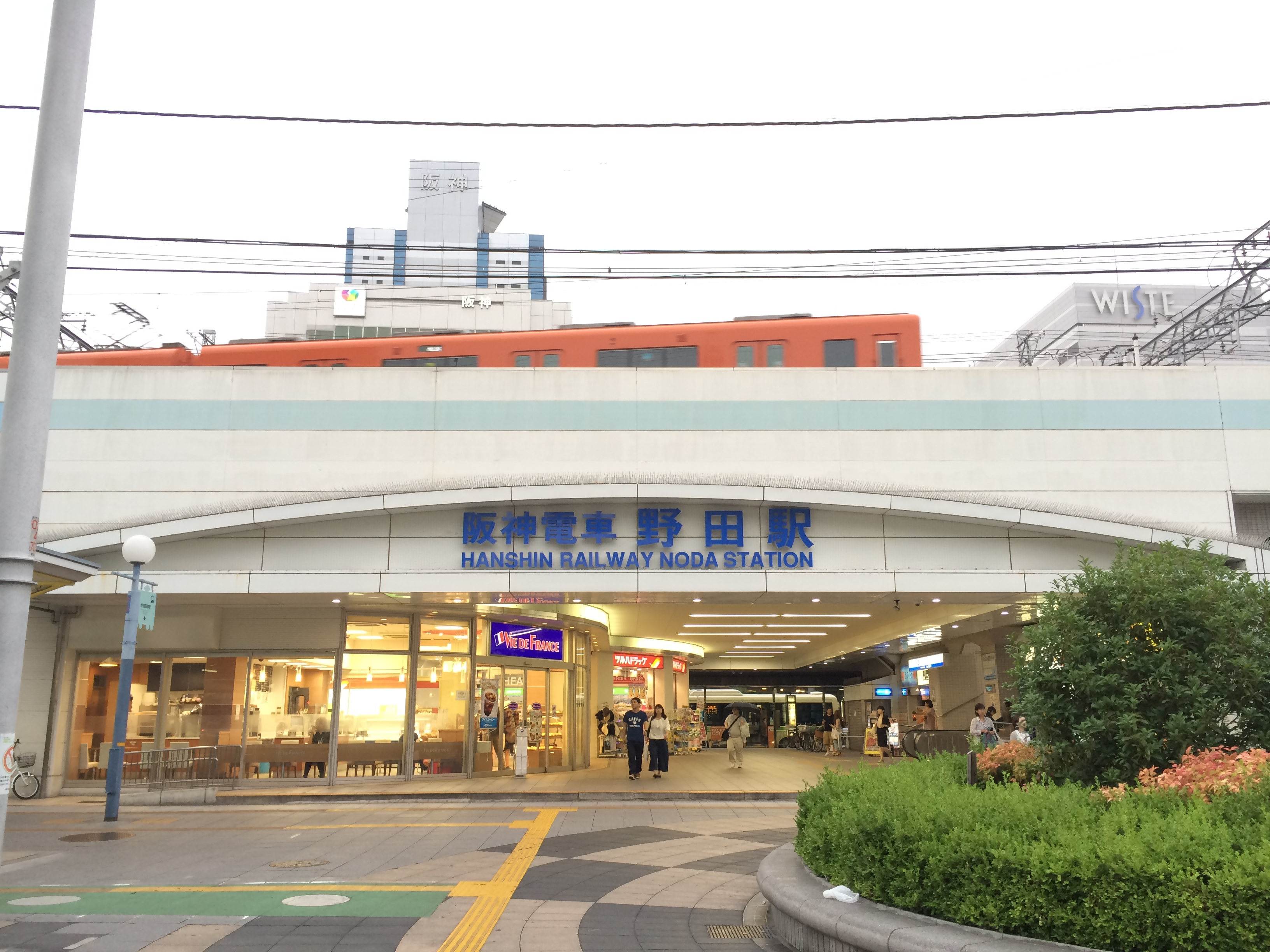
駅背後に見えるのが阪神電鉄本社ビルとWISTE

阪神電車の他駅と比較してみても、商業集積が進んでいる駅である。
- 阪神電気鉄道本社 - 隣接する建物には同社の運営するショッピングセンターWISTE（核テナント：イオン野田阪神店）とイオン西日本カンパニーが入居している。2005年に阪神電気鉄道開業100周年の記念碑が設置され、軌道線の敷石も用いられている。
- 阪神本線の高架下には野田阪神機械工具街が入居している。
- 大阪市福島区役所
- 大阪市福島消防署
- 大阪市立福島図書館
  - 大阪市福島区民センター
  - 福島スポーツセンター
- 大阪府福島警察署
- 大阪福島郵便局
- 大阪大開郵便局
- 三井住友銀行西野田支店・四貫島支店・歌島橋支店
- ヤマダデンキテックランド大阪野田店
- ナリス化粧品本社
- 孔官堂本社
- えびえ記念病院（旧 松本病院）
- 円満寺
- 極楽寺
- 弘法寺
- 大仙寺

### バス路線
野田阪神前停留所
7番・8番のりばは野田阪神前交差点付近に設置されている。それ以外ののりばは、駅北側（WISTEとの間のバスターミナル）に設置されており、大阪シティバス（旧・大阪市営バス）が乗り入れている。かつては阪神バスが乗り入れていたが、2024年1月13日ダイヤ改正で天神橋筋六丁目行き及び阪神杭瀬駅北行きの路線が休止となり、乗り入れなくなった。バスターミナルの奥には阪神バスの車庫（大阪営業所）がある。
| のりば | 運行事業者     | 系統 | 行先               | 経由地                                           | 備考              |
| ------ | -------------- | ---- | ------------------ | ------------------------------------------------ | ----------------- |
| 1      | 大阪シティバス | 38   | 竹島三丁目         | 御幣島駅                                         |                   |
| 1      | 大阪シティバス | 39   | 新大阪駅北口       | 福島西通・中津六丁目・十三・三国本町             |                   |
| 3      | 大阪シティバス | 58   | 大阪駅前           | 鷺洲六丁目・中津・済生会病院前                   |                   |
| 5      | 大阪シティバス | 59A  | 酉島車庫前         | 西九条・此花区役所・伝法                         | 始発便のみ        |
| 6      | 大阪シティバス | 90   | 鶴町四丁目         | 川口一丁目・ドーム前千代崎・大正橋・大正区役所前 |                   |
| 7      | 大阪シティバス | 59   | 大阪駅前           | 鷺洲                                             | 地下鉄8号出入口前 |
| 8      | 大阪シティバス | 59   | 北港ヨットハーバー | 西九条・此花区役所・伝法・酉島車庫前             | 地下鉄7号出入口前 |

## その他
戦後すぐに、当駅から分岐して難波を経由し近鉄鶴橋駅へ至る路線が計画され、阪神と近鉄の共同出資による「大阪高速鉄道」（大阪モノレールを運営する現在の大阪高速鉄道とは無関係）を設立して軌道特許の申請まで行ったが、大阪市の反対（市営モンロー主義）により実現せず（この計画に対抗するために大阪市が計画したのが、現在のOsaka Metro千日前線である）、阪神伝法線を千鳥橋から難波へ延伸し、東側は近鉄が上本町から難波への新線を建設するように計画を変更して、現在の近鉄難波線・阪神なんば線となった。
大阪環状線にも同じ駅名があるが、当駅から500mも離れている為、便宜上「阪神野田駅」と呼ばれている。

## 隣の駅
阪神電気鉄道
本線
■直通特急・■特急
通過
■区間特急（大阪梅田行きのみ運転）・■急行
大阪梅田駅 (HS 01) - 野田駅 (HS 03) - 尼崎駅 (HS 09)
■区間急行
福島駅 (HS 02) - 野田駅 (HS 03) - 千船駅 (HS 06)
■普通
福島駅 (HS 02) - 野田駅 (HS 03) - 淀川駅 (HS 04)

### かつて存在した路線
阪神電気鉄道
北大阪線
野田駅 - 海老江駅
国道線
野田駅 - 中海老江駅